# Poblado C-31
Poblado C-31 är en ort i Mexiko.   Den ligger i kommunen Huimanguillo och delstaten Tabasco, i den sydöstra delen av landet, 600 km öster om huvudstaden Mexico City. Poblado C-31 ligger 23 meter över havet och antalet invånare är 293.
Terrängen runt Poblado C-31 är mycket platt. Runt Poblado C-31 är det ganska glesbefolkat, med 45 invånare per kvadratkilometer. Närmaste större samhälle är Cárdenas, 9,3 km öster om Poblado C-31. Trakten runt Poblado C-31 består till största delen av jordbruksmark.